# Victor Andersson
Pour les articles homonymes, voir Andersson.
Victor Andersson, né le 22 octobre 2004 à Danderyd en Suède, est un footballeur suédois qui évolue au poste de milieu offensif à l'AIK Solna.

## Biographie

### En club
Né à Danderyd en Suède d'une mère brésilienne et d'un père suédois originaire du Guatemala, Victor Andersson joue pour le Djurgårdens IF avant de rejoindre en 2021 l'AIK Solna, où il poursuit sa formation.
Il joue son premier match en professionnel avec l'AIK le 4 septembre 2022, contre le GIF Sundsvall, lors d'une rencontre d'Allsvenskan, la première division suédoise. Il entre en jeu et son équipe s'impose par quatre buts à zéro.
Il signe un nouveau contrat avec l'AIK le 24 octobre 2022, s'engageant avec le club jusqu'en décembre 2027. 
Andersson marque son premier but en professionnel lors d'une demi-finale de coupe de Suède face au Djurgårdens IF le 17 mars 2024. Son équipe est toutefois battue après une séance de tirs au but.

### En sélection
Victor Andersson joue son premier match avec l'équipe de Suède espoirs le 14 novembre 2024, face au Irlande. Il est titularisé et son équipe s'impose par deux buts à zéro.